# Municipio de Clark (condado de Johnson)
El municipio de Clark (en inglés: Clark Township) es un municipio ubicado en el condado de Johnson en el estado estadounidense de Indiana. En el año 2010 tenía una población de 2460 habitantes y una densidad poblacional de 27,58 personas por km².

## Geografía
El municipio de Clark se encuentra ubicado en las coordenadas 39°35′14″N 85°59′49″O / 39.58722, -85.99694. Según la Oficina del Censo de los Estados Unidos, el municipio tiene una superficie total de 89.21 km², de la cual 89.16 km² corresponden a tierra firme y (0.05%) 0.05 km² es agua.

## Demografía
Según el censo de 2010, había 2460 personas residiendo en el municipio de Clark. La densidad de población era de 27,58 hab./km². De los 2460 habitantes, el municipio de Clark estaba compuesto por el 89.51% blancos, el 0.57% eran afroamericanos, el 0.04% eran amerindios, el 8.17% eran asiáticos, el 0.04% eran isleños del Pacífico, el 0.41% eran de otras razas y el 1.26% pertenecían a dos o más razas. Del total de la población el 1.59% eran hispanos o latinos de cualquier raza.